# 漢密爾頓縣 (佛羅里達州)
漢密爾頓縣（英語：Hamilton County）是位於美国佛罗里达州北部的一個縣，北鄰喬治亞州，面積1,345平方公里。根據2020年美國人口普查，共有人口14,004人。縣治傑斯珀（Jasper）。該縣成立於1827年12月26日，縣名紀念首任美国财政部长亚历山大·汉密尔顿。